# أنات بارون
أنات بارون (بالعبرية: ענת ברון‏) هي قاضية إسرائيلية، ولدت في 12 أكتوبر 1953 في إسرائيل.